# Carafa-Kapelle

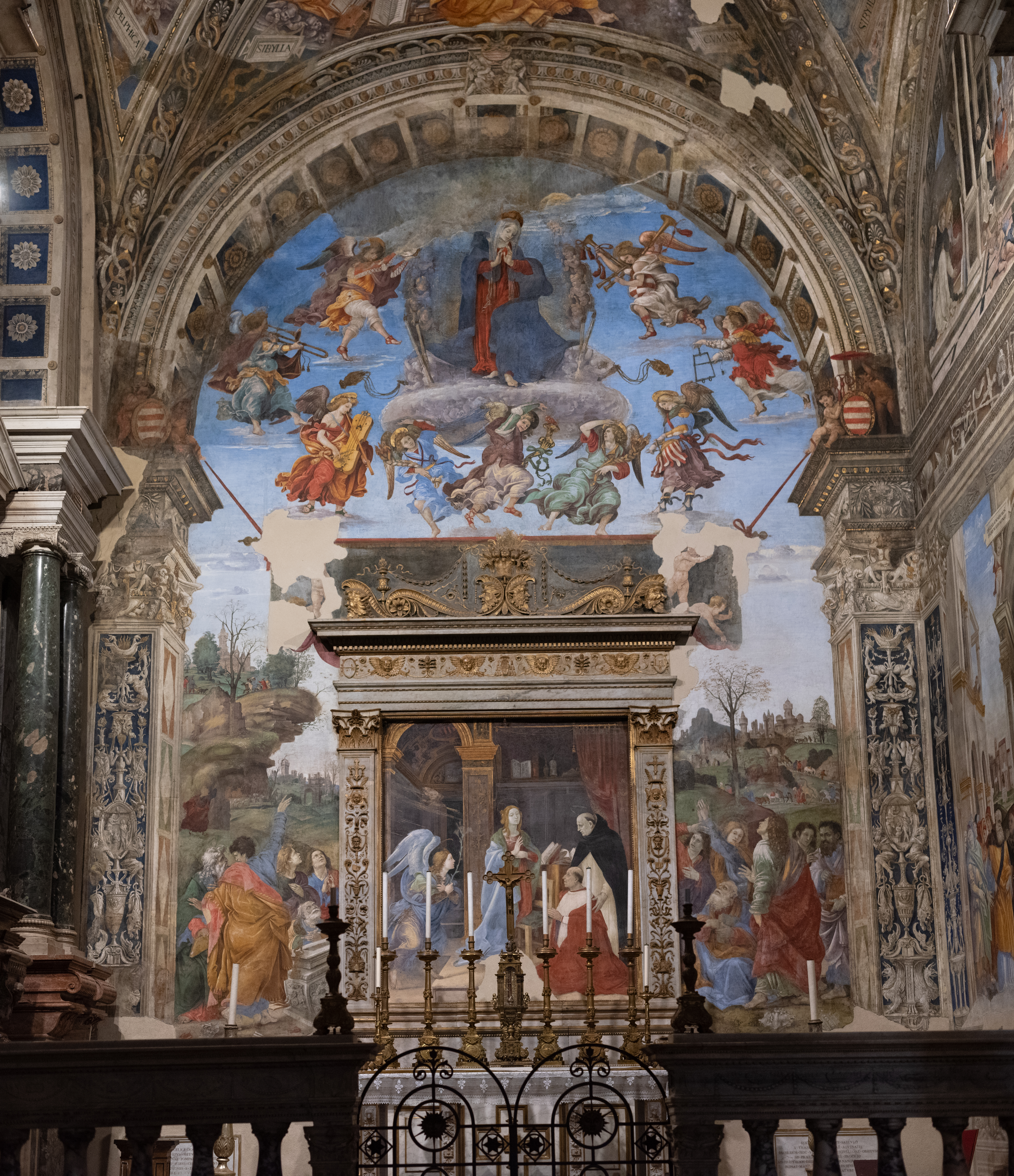
Cappella Carafa

Die Carafa-Kapelle (Cappella Carafa) in der Basilika Santa Maria sopra Minerva in Rom ist durch die Fresken von Filippino Lippi berühmt und zählt zu den bedeutendsten Kapellen, die in der Zeit und im Stil der Frührenaissance zwischen 1488 und 1493 in Rom gestaltet wurden. Dargestellt ist der Ruhm der Gottesmutter Maria und des heiligen Thomas von Aquin, des mittelalterlichen Kirchenlehrers und Dominikaners. Die Kapelle ist nach ihrem Stifter Kardinal Oliviero Carafa benannt, der dem neapolitanischen Adelsgeschlecht der Carafa entstammte, und befindet sich an der Stirnseite des rechten Querschiffs.

## Geschichte
Kardinal Oliviero Carafa, Patron der Kapelle und einst Kardinalprotektor der Dominikaner, ließ sie Ende des 15. Jahrhunderts zu Ehren des heiligen Thomas von Aquin erbauen und 1493 weihen. Auf Empfehlung von Lorenzo dem Prächtigen aus dem Hause Medici entschied der Kardinal, den knapp dreißigjährigen Florentiner Künstler Filippino Lippi mit der Freskierung der Kapelle zu betrauen. Filippino Lippi unterbrach seine Arbeiten an der Strozzi-Kapelle in Santa Maria Novella in Florenz und begann ab 1488 in der Kapelle im Querschiff der Basilika in Rom gemeinsam mit seinem Schüler Raffaellino del Garbo zu arbeiten. Als Papst Alexander VI. zum Fest Mariä Verkündigung im März 1493 der Kirche einen offiziellen Besuch abstattete, besuchte er zum Abschluss der Zeremonien die neu fertiggestellte Kapelle. Die gesamte Programmatik der Kapelle ist ein religiöses, heraldisches und diplomatisches Manifest der Tugenden des Kardinals. Die Freskenbemalung des anschließenden kleinen Raumes, der ursprünglich für die Aufnahme der sterblichen Überreste des Kardinals bestimmt war, jedoch nie dafür genutzt wurde, führte Raffaelino del Garbo aus. Der Fresken-Zyklus hat die Geschichte der Verginia und andere die Keuschheit betreffende Themen zum Inhalt.

## Ausstattung

### Eingangsportal
Das prachtvolle Eingangsportal zur Kapelle – in Form eines Triumphbogens gestaltet – bilden massive, kannelierte korinthische Pilaster mit ausladendem Gebälk und ein Bogen, der mit der Weihinschrift versehen ist: DIVAE MARIAE VIRGINI ANNVNTIATAE ET DIVO THOME AQVINAT SACRVM. Die Ausführung wird Mino da Fiesole, Andrea del Verrocchio und Giuliano da Maiano zugeschrieben. Die kleine Inschrift auf dem Schlussstein erwähnt Kardinal Carafa. Die beiden Putten rechts und links auf dem Gebälk stammen von Andrea del Verrocchio. Die reiche, phantasievolle Ornamentik findet sich an allen (Schein-)Architekturelementen wieder.

### Kapellen-Rückwand
Für das Fresko auf der Rückwand der Carafa-Kapelle nimmt Filippino Lippi die reale Architektur des Kapellen-Portals auf und schafft so einen Raumeindruck von außergewöhnlicher Wirkungskraft, Tiefe und Größe. Durch die Staffelung teils realistischer und teils gemalter Architektur gelingt Filippino Lippi ein illusionistisches Raumgefühl. Die Wand hinter dem Altarbild scheint sich in eine spirituelle Welt zu öffnen. Die naturalistische Darstellung von Raum und Landschaft sowie die differenzierte Mimik und Gestik der einzelnen Personen bewirken einen direkten Bezug und sind typisch für die Malerei der Frührenaissance. Die Unterteilung von Himmel und Erde, von irdischer und spiritueller Welt wird durch perspektivische Linien und die Lichtführung erzeugt und dem Betrachter mehrere Bildebenen suggeriert. Den Schwerpunkt bildet das Altarbild mit der Verkündigung und, wie in anderen Sphären und weit entfernt erscheinend, obwohl sie räumlich auf derselben Ebene gemalt ist, die Himmelfahrt Mariens. Rechts und links des Altarbildes ist die Darstellung der Apostel, durch Farbgebung und Stil der irdischen Welt verbunden.

#### Verkündigung

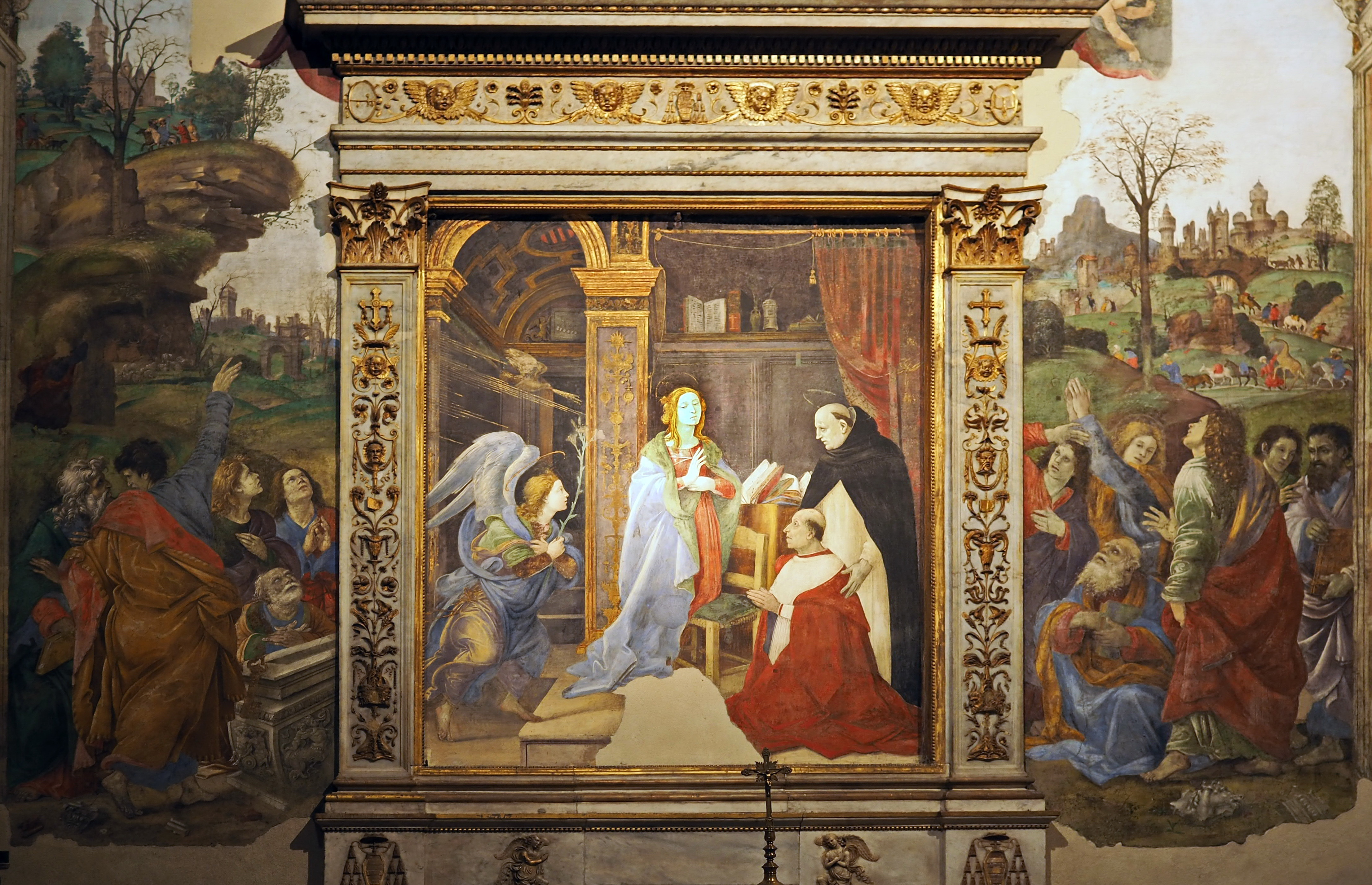
Verkündigung

Das Bild befindet sich über dem Altar der Kapelle und ist in Freskotechnik gemalt. Es ist von zwei gemeißelten Pilastern mit korinthischen Kapitellen eingerahmt, die mit Grotesken verziert sind, die den Einfluss der in den 1480er Jahren wiederentdeckten Fresken in der Domus Aurea des Kaisers Nero zeigen. In der Scheinarchitektur des im Bild dargestellten Raums wird diese Darstellung der goldenen Verzierungen aufgenommen. Den oberen Abschluss bildet ein Gebälk mit Fries aus Engeln, Girlanden und Palmetten. Der breite, stuckierte Streifen über dem Gebälk ist reich mit Voluten, Vasen und männlichen Masken gestaltet und mit einem Fruchtkorb gekrönt. Er unterstreicht die optische Trennung der Welten. Der untere Teil des Altarbildes ist bei der Aufstellung des Tabernakels beschädigt worden.
Im Mittelpunkt des Altarbildes steht die Jungfrau Maria mit erhobener, segnender Hand zum knienden Kardinal gewandt, während sie seitlich den hereinschwebenden Erzengel Gabriel erblickt, der in wehende Gewänder gekleidet ist und von den Lichtstrahlen und der Taube des Heiligen Geistes geleitet wird. Maria steht vor einem Pult mit aufgeschlagenen Büchern, als hätte sie soeben in ihnen gelesen. Thomas von Aquin im Habit der Dominikaner blickt sie an und stellt den Kardinal vor. Der aufgezogene Vorhang dahinter enthüllt ein Stillleben in einer Mauernische: ein Regal mit Büchern und einer Glaskaraffe, das Symbol der Reinheit, mit einem Olivenzweig, als Anspielung auf den Namen des Kardinals Oliviero. Das Vestibül zur Linken, mit dem Wappen der Familie Carafa im Zentrum des Tonnengewölbes, greift die Form der angrenzenden Grabeskapelle auf. Die Haltung Mariens wird dahingehend gedeutet, dass die Kirche die grundlegende Vermittlerrolle bei der Erlösung spielt und Heilige, wie beispielsweise Thomas von Aquin, den Gläubigen als Fürsprecher und Vorbilder der Tugend zur Seite stehen. Die biblische Geschichte in einer präsenten, materiellen Umgebung sowie Maria in doppelter Rolle zum Zeitpunkt der Verkündigung darzustellen, stellt ein kunstgeschichtliches Novum dieser Zeit dar.

#### Himmelfahrt Mariens

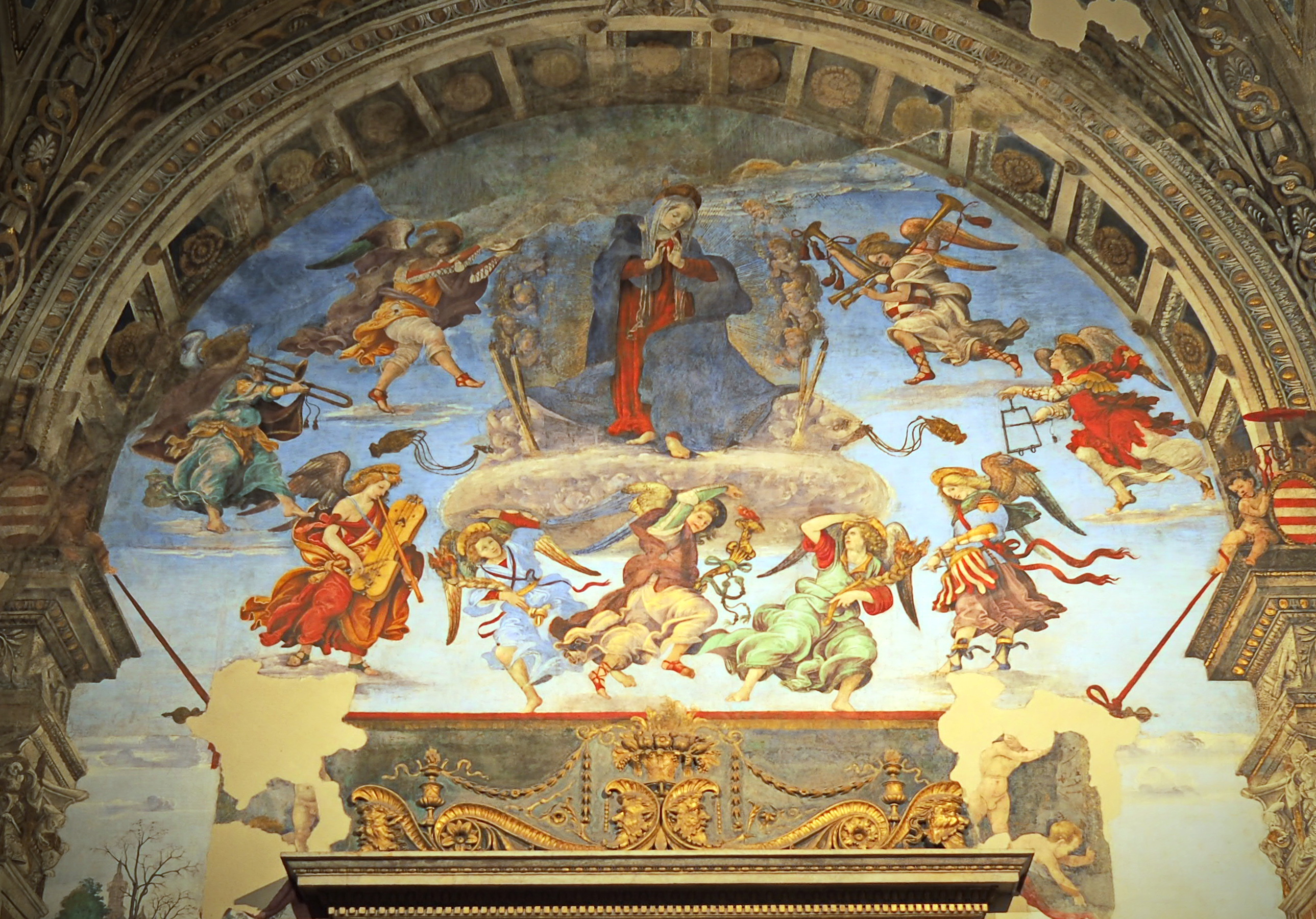
Himmelfahrt Mariens

An beiden Seiten neben dem Altarbild leiten die Apostel den Blick des Betrachters empor zum Wunder, das sich im Himmel ereignet: die Himmelfahrt der Jungfrau. Der hl. Petrus, links auf einen Sarkophag gestützt, und der hl. Paulus knien nieder und blicken auf zur Gottesmutter Maria. Der hl. Thomas (links), der bei der Himmelfahrt nicht anwesend war, lenkt mit seinem ausgestreckten Arm die Blicke aller gen Himmel. Hinter den Aposteln schlängelt sich ein farbenfroher Zug von Menschen und exotischen Tieren, die eine befestigte Stadt verlassen; vielleicht eine Anspielung auf den triumphalen Empfang, den man dem Kardinal bei seiner Rückkehr vom siegreichen Feldzug gewährte. Die Giraffe hat Filippino Lippi vermutlich in Florenz gesehen, sie wurde einige Jahre vorher Lorenzo dem Prächtigen geschenkt und erregte lebhaftes Interesse bei der Bevölkerung. Über allem thronend steigt die Jungfrau Maria, den Blick nach unten gerichtet, auf einer Wolke empor, die von drei Engeln mit Fackeln, Symbolen der spirituellen Erleuchtung, gestützt und von Weihrauch schwenkenden Cherubim begleitet wird. Sie ist in einen goldenen Strahlenkranz und eine Mandorla aus blauen Cherubim gehüllt, Symbole der göttlichen Weisheit. Ein Reigen musizierender Engel verleiht dem Ereignis große Lebendigkeit, die durch das Linienspiel des Faltenwurfs und der umherfliegenden Bänder an den Gewändern unterstrichen wird: von rechts oben im Uhrzeigersinn ein Engel mit Dudelsack, einer mit einer Staffetta bzw. Triangel, darunter einer mit einer um den Leib geschnallten Trommel. Links von Maria weiter im Uhrzeigersinn ein Engel der ein dreiseitiges Tambourin de Béarn schlägt und gleichzeitig eine Galoubet, eine lange Einhandflöte spielt, darüber ein Engel mit einer Posaune mit Coulisse. Der Engel  mit dem Tambour de basque bzw. Schellentrommel gibt des Rhythmus zum Fest der Klänge, die die himmlische Harmonie spiegeln. Die Verbindung zum Irdischen und Gegenwärtigen schaffen die beiden Engel rechts und links, die das Kardinalswappen in ihren Händen halten und allen Gläubigen präsentieren.

### Gewölbe

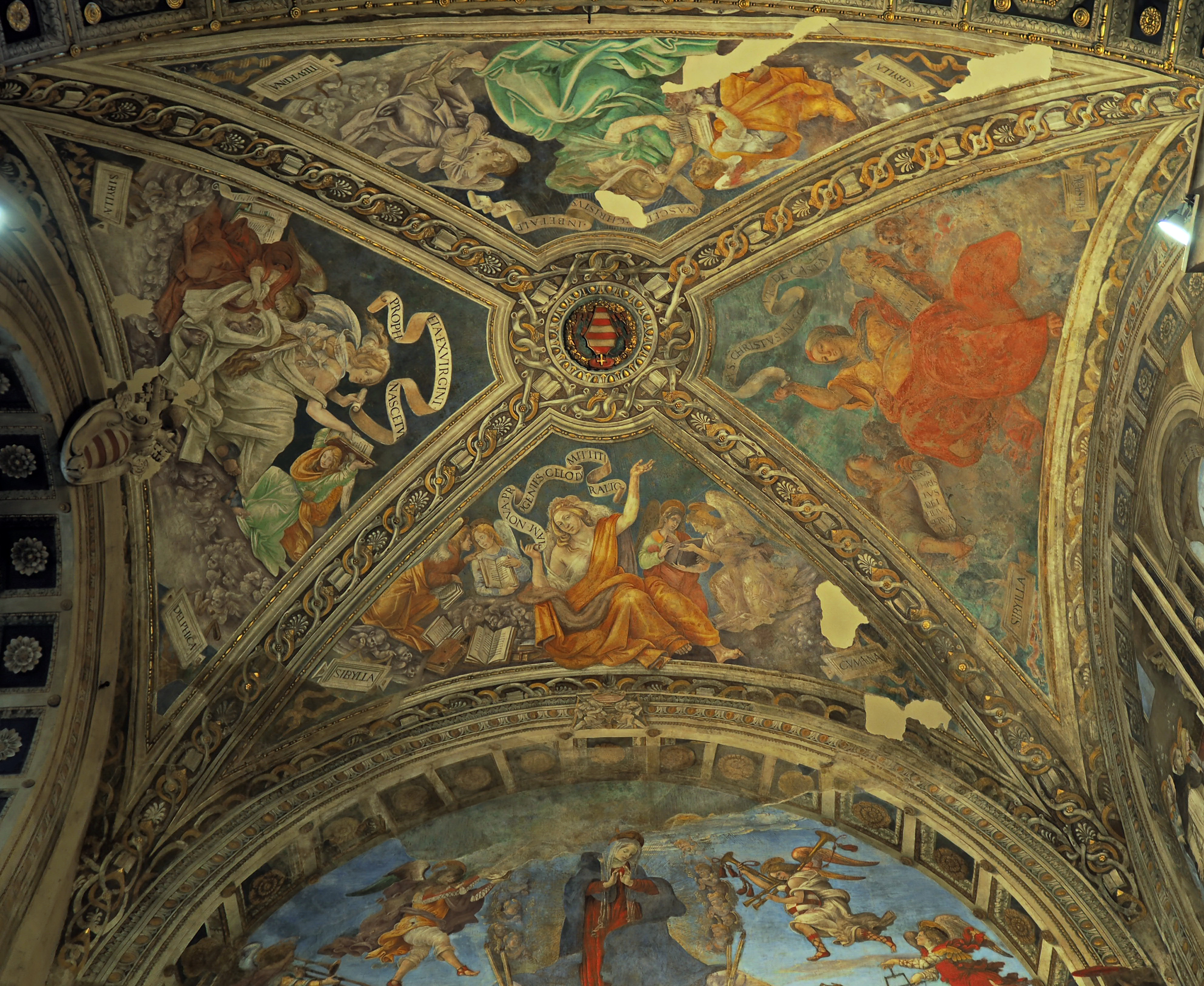
Deckenfresko; Sibyllen

Das Kreuzrippengewölbe ist in vier Kappen unterteilt, auf denen vier Sibyllen dargestellt sind. Im Schnittpunkt der Rippen prangt in einem Medaillon das Wappen der Carafa. Die Muster der gemalten Umrahmung – es sind verflochtene Zweige mit Diamantringen, abwechselnd mit Büchern und Palmetten – setzen sich auf den Rippen fort. Die Diamantringe sind eine Anspielung auf die Medici, als Dank für die Schlichtung und Befriedung durch Lorenzo il Magnifico bei der Verschwörung der Barone, die das Königreich Neapel, das Herkunftsland der Carafa, 1485 mit Blut getränkt hatte. Die Bücher weisen auf die Kulturinteressen des Kardinals, der eine reich ausgestattete Bibliothek besaß. Sie ging als Erbe an den Konvent Santa Maria della Pace (Rom), wo er auch den Kreuzgang, erbaut durch den Baumeister Donato Bramante, finanziert hatte. Bei den Sibyllen war Filippino der erste Florentiner, der die Froschperspektive von unten nach oben verwendete. Das Vorbild war sicher das Fresko Christi Himmelfahrt von Melozzo da Forlì in der Basilika Santi XII Apostoli, das heute nur mehr in Teilen in den Vatikanischen Museen und dem Palazzo del Quirinale unter dem Titel Musizierende Engel erhalten ist.
Filippino, vermutlich aber Raffaelino del Garbo, stellte die Cumäische, die Libysche, die Tiburtinische und die Delphische Sibylle dar. Ihre Namen erscheinen auf Schildern römischer Art links unten. Die weissagenden Sibyllen wurden wie die Propheten des Alten Testaments als Symbole der Weisheit betrachtet. In ihren Händen halten sie fliegende Schriftbänder mit Auszügen aus den Schriften des hl. Thomas. Flankiert werden sie von in Büchern lesenden oder schreibenden Engeln. Die halb entblößte Brust der Cumäischen Sibylle ist keine lüsterne Anspielung, wie später im 17. Jahrhundert üblich. Dies wäre mit dem strengen Charakter des Kardinals nicht vereinbar gewesen; vielmehr ist es ein Bezug zur mittelalterlichen Theologie, nach der die Weissagungen der Sibyllen für den Menschen denselben Wert hätten wie die Muttermilch für den Neugeborenen. Einige Körperhaltungen erinnern an die klassische römische Kunst, wie die nachdenkliche Haltung der Tiburtinischen und die überkreuzten Beine der Delphischen.

### Rechte Seitenwand
Die rechte Wand zeigt einen ähnlichen architektonischen Schmuck wie die Rückwand der Kapelle, ist aber durch ein Fries in ein zentrales Rechteck und eine Lünette darüber geteilt. Die Fresken Der Triumph des heiligen Thomas (oder Der heilige Thomas auf dem Lehrstuhl) und Das Wunder des heiligen Thomas (oder Das Wunder des Buches) stellen Wunder aus dem Leben von Thomas von Aquin, einem der bedeutendsten Kirchenlehrer und Dominikaner, dar.

#### Triumph des heiligen Thomas von Aquin

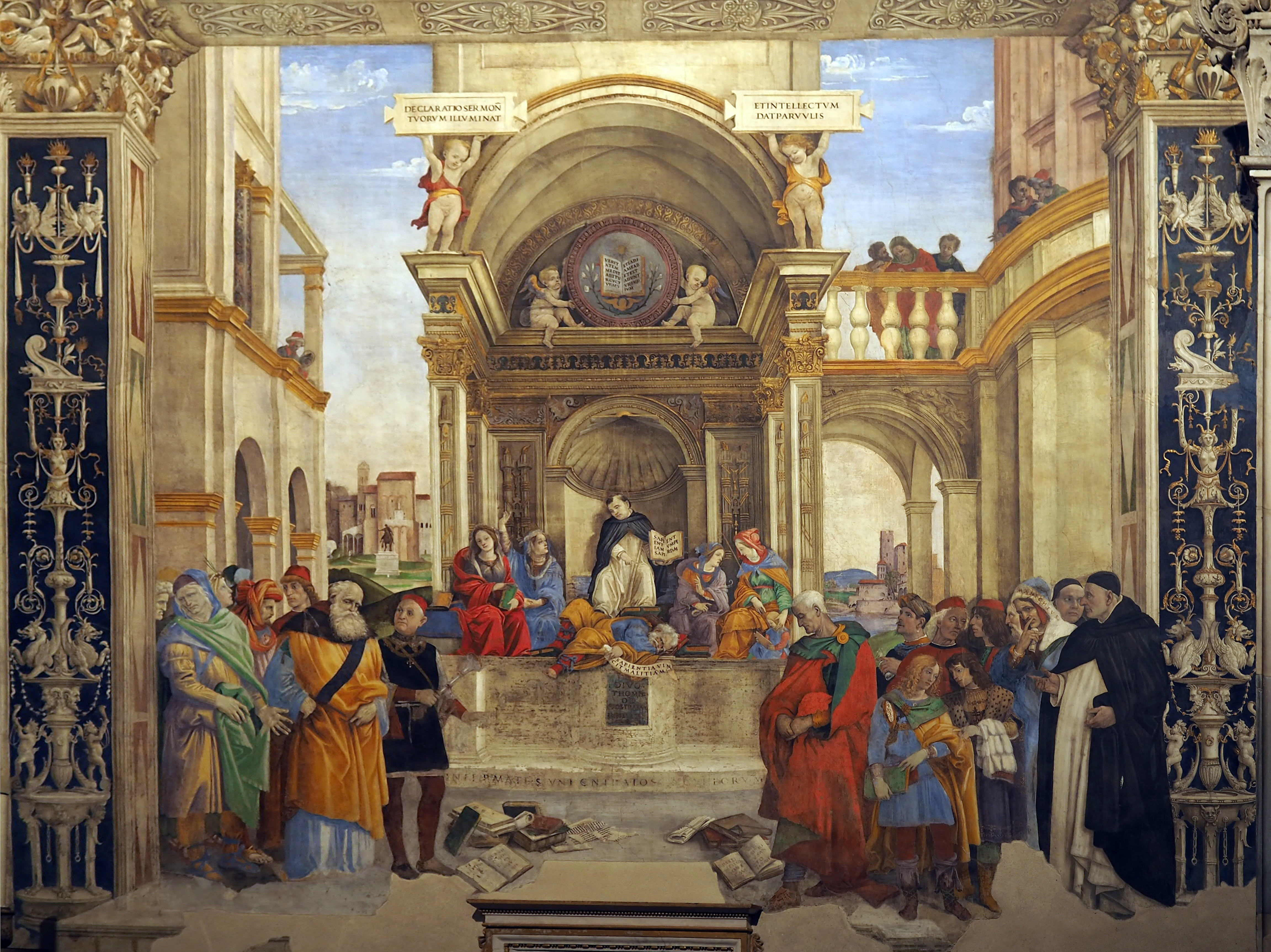
Triumph des hl. Thomas

Die Szene stellt Thomas auf dem Lehrstuhl dar. Sie ist in eine weitläufige Architektur, ausgerichtet auf einen Pavillon mit einem Kreuzrippengewölbe und Rundbogen im Zentrum gesetzt. Von diesem gelangt man rechts durch eine Arkade auf eine Terrasse, die sich zum nebenstehenden Gebäude hin fortsetzt. In der Nische sitzt Thomas von Aquin, flankiert von vier symbolischen Figuren. Darunter sind, außerhalb der Nische, zwei symmetrisch angeordnete Gruppen von Personen.
Thomas hält ein geöffnetes Buch mit der Schrift Sapientiam sapientum perdam in der Hand. Zu seinen Füßen eine gedrungene, auf dem Boden liegende, von Büchern bedeckte Figur, vermutlich der arabische Philosoph Averroes, die Personifikation der Häresie mit dem Schriftbanner Sapientia vincit malitiam; eine typische Anspielung der Dominikaner auf die Rolle der Wissenschaft beim Erkennen und Bekämpfen des Lasters und der Häresie. An den Seiten des Heiligen stehen die Verkörperungen der Wissenschaften mit ihren Namen in goldenen Lettern auf den Gewändern: von links die Philosophie, die Theologie mit dem Kranz, der sich der Heilige zuwendet, die Dialektik mit dem typischen Attribut, der Schlange, und die Grammatik, die einem Kind das Lesen beibringt, in der Hand eine Gerte, um den Schüler bei Faulheit züchtigen zu können.
Bei den Personen im Vordergrund handelt es sich meist um Häretiker, auch diese gekennzeichnet durch goldene, teils kaum leserliche Inschriften auf den Gewändern. Die beiden herausragenden Figuren der Gruppe sind links Arius in einem gelben und rechts Sabellius in einem roten Mantel. Die Gestalt mit dem Finger auf den Lippen und dem Schriftzug Manicheus auf der Kappe wird als den Stifter der Manichäer Mani und jene mit dem Perlenohrring als Eutyches gedeutet. Die Bücher am Boden sind die für den Scheiterhaufen bestimmten häretischen Schriften. Rechts außen steht herausragend ein Dominikanerpater, identifiziert mit dem Ordensoberen Gioacchino Torriani. Auf der linken Seite steht außen Niccolò Orsini, der Anführer des päpstlichen Heeres, der bereit das Urteil des Thomas von Aquin auszuführen scheint. Die beiden Gebäude an den Seiten dienen als Kulisse; sie erinnern an Beispiele der umbrischen Malerei wie auf dem Begräbnis des hl. Bernardino von Pinturicchio in der Cappella Bufalini in der Basilika Santa Maria in Aracoeli. Links ist eine städtische Ansicht Roms, bei der die Reiterstatue des Marc Aurel heraussticht, die sich zu der Zeit beim Lateran befand, da man sie für ein Abbild des Kaisers Konstantin hielt.

#### Wunder des heiligen Thomas

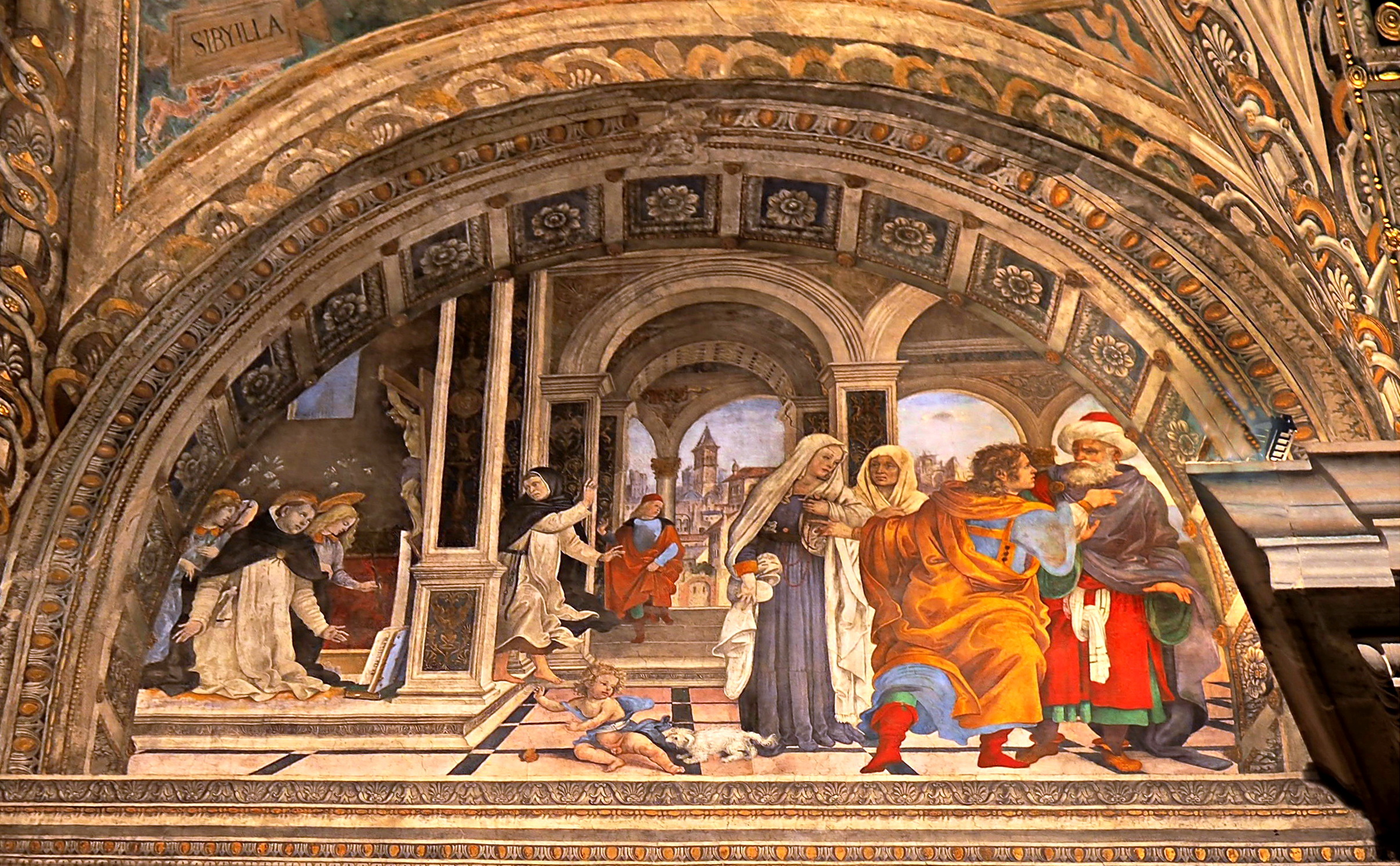
Wunder des hl. Thomas

In der großen Lünette der rechten Seitenwand hat Filippino zwei Episoden aus dem Leben des heiligen Thomas dargestellt: links in einem Innenraum das Wunder des Kreuzes und das Wunder der Keuschheit. Der Heilige kniet in Anbetung vor einem Kruzifix; hinter ihm zwei Engel mit weißen Lilien (Symbol der Keuschheit). Der linke Engel hebt leicht den Mantel und zeigt auf seinen Gürtel. Diese Darstellung weist auf eine legendäre Episode aus dem Leben des Heiligen: Seine Eltern suchten ihn vom mönchischen Leben abzubringen und schickten ihm eine Hure. Er widerstand jedoch der Versuchung; zwei Engel erschienen und banden ihm einen Gürtel als ein Symbol seiner Keuschheit um die Taille.
Das Kruzifix an der Wand zur Rechten des Heiligen weist auf eine andere legendäre Episode hin, wonach Christus den Heiligen und dessen Werk (symbolisiert durch das Buch unter dem Kreuz) vom Kreuz herab gelobt habe: Bene scripsisti di me Thoma.  Ein Mönch flieht bei dieser wundersamen Erscheinung erschreckt durch eine Tür.
Die rechte Seite des Bildes zeigt eine Loggia als Hintergrund, hinter deren Bögen eine Stadt zu sehen ist. Die Personen im Vordergrund werden verschieden gedeutet. Das Hündchen, das am Gewand eines Kindes zerrt, wird als Symbol des Teufels, der es auf die Reinheit des Kindes abgesehen hat, angesehen. Die Frau im Nonnengewand mit dem Rosenkranz im Gürtel ist möglicherweise eine Personifizierung der Kirche und der Mann in roter Kleidung auf den Stufen wird als Christus, ihr Bräutigam, gedeutet, das rote Gewand symbolisiert die Passion Christi. Das Kind wäre daher, gemäß den allegorischen Schriften des Ugo da San Vittore, das Symbol des Klerus, geboren aus der Vereinigung Christi mit seiner Braut. Ein in gelb gekleideter Mann belehrt den alten Mann mit Turban, indem er auf die Frau – die Kirche – zeigt. Die Frau im Hintergrund könnte eine Personifizierung der Synagoge sein, wie man sie auch auf dem Bild Die Versuchung Christi von Sandro Botticelli in der Sixtinischen Kapelle sieht. Es gibt jedoch auch andere plausible Deutungen des Szene, die in der Personengruppe Familienmitglieder des Heiligen sehen.

### Linke Seitenwand

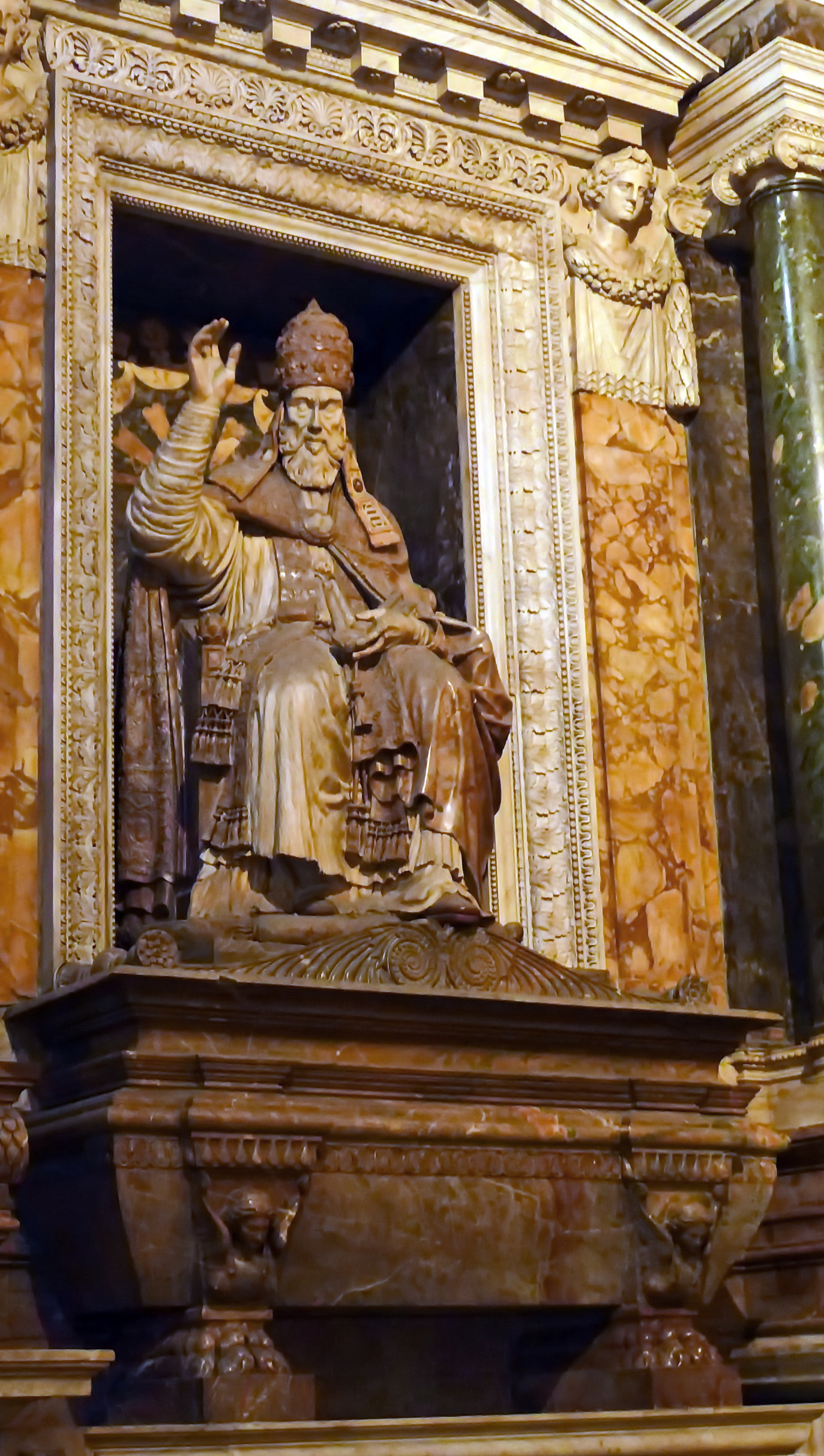
Grabmonument Papst Pauls IV.

Anstelle des Patrons und Stifters fand 54 Jahre später Papst Paul IV., mit bürgerlichem Namen Gian Pietro Carafa, ein Neffe des Kardinals, in der Kapelle seine letzte Ruhe. Das mächtige Grabmonument ist nach einem Entwurf von Pirro Ligorio von Giacomo und Tommaso Cassignuola ausgeführt worden und beherrscht ganz die linke Seitenwand der Kapelle. Die Fresken wurden im Zuge der Errichtung des Monuments zerstört.